# Josip Gujaš Đuretin
Josip Gujaš Đuretin (Martince, 23. prosinca 1936. – Budimpešta, 1. svibnja 1976.) bio je hrvatski prosvjetni radnik, povjesničar i književnik iz južne Mađarske.

## Životopis
Rođen je 23. prosinca 1936. u Gornjim Martincima, u obitelji Josipa i Katice. Osnovnu školu završio je u Martincima, a srednju školu u Pečuhu i Sigetu. Tamo je i maturirao 1954. godine. Zatim studira u Segedinu pa u Pečuhu i na kraju u Pešti. Diplomirao je 1961. povijest i hrvatski jezik s jugoslavenskim književnostima.
Doktorirao je na Povijesnom institutu Mađarske akademije znanosti u Budimpešti 1965. godine. Tema doktorskog rada bila mu je „Nasilna asimilacija u Evropi i u Ugarskoj u periodu dualizma i takozvana nacionalna obrana Mađara u Slavoniji u periodima između 1904. i 1914.”. Radio je 6 godina kao profesor na hrvatsko-srpskoj gimnaziji u Budimpešti. Umirovljuje se 1971. godine. Umro je 1976. i pokopan je u rodnim Martincima.
Njemu u čast imenovano je županijsko natjecanje u kazivanju stihova hrvatskih pjesnika u Martincima, u mađarskoj Baranjskoj županiji.

## Djela
- Povratak u Podravinu, 1977.
- Iverje/Forgácsok

Njegove zbirke pjesama su ovim dvjema zbirkama objavljene nakon njegove smrti, a dio pjesama što ih je u Gujaševoj ostavštini našao Đuro Vidmarović, u časopisu Pogledi.
Neke pjesme su mu ušle u antologiju hrvatske poezije u Mađarskoj 1945. – 2000. urednika Stjepana Blažetina Rasuto biserje. 
Svojim djelima je ušao u antologiju Pjesništvo Hrvata u Mađarskoj = Poemaro de kroatoj en Hungario, urednika Đure Vidmarovića, Marije Belošević i Mije Karagića.
Pjesme mu je na mađarski jezik preveo Đuso Šimara Pužarov.

### Članci
- Lončarević, Juraj. 1978. Josip Gujaš Džuretin — najveći pjesnik Hrvata u Mađarskoj. Crkva u svijetu. Sveučilište u Splitu - Katolički bogoslovni fakultet. Split. 13 (1): 83–87